# Sidmouth, Tasmanien
Sidmouth är en ort i Australien. Den ligger i kommunen West Tamar och delstaten Tasmanien, i den sydöstra delen av landet, omkring 190 kilometer norr om delstatshuvudstaden Hobart. Antalet invånare är 403.
Runt Sidmouth är det ganska tätbefolkat, med 52 invånare per kvadratkilometer.. Närmaste större samhälle är George Town, omkring 13 kilometer nordväst om Sidmouth. 
I omgivningarna runt Sidmouth växer i huvudsak städsegrön lövskog. Genomsnittlig årsnederbörd är 1 279 millimeter. Den regnigaste månaden är augusti, med i genomsnitt 174 mm nederbörd, och den torraste är januari, med 42 mm nederbörd.